# روز جانغ
روز جانغ (بالإنجليزية: Rose Jang)‏ هي مغنية أمريكية، ولدت في 12 مايو 1979.

## وصلات خارجية
- الموقع الرسمي
- روز جانغ على موقع ميوزك برينز (الإنجليزية)